# 하자 히스이
하자 히스이(일본어: 羽座 妃粋, 1996년 3월 16일 ~ )는 일본의 여자 축구 선수이다.

## 국가대표팀 경력
그녀는 2014년 9월 13일 가나과의 경기에서 일본 국가대표팀에 데뷔했다. 2014년 아시안 게임 은메달 획득에 기여했다. 그녀는 국제 A매치 통산 4경기에 출전했다.
2016년 FIFA U-20 여자 월드컵에도 출전, 3위.

## 통계
| 일본 | 일본 | 일본 |
| 연도 | 출전 | 득점 |
| ---- | ---- | ---- |
| 2014 | 4    | 0    |
| 통산 | 4    | 0    |